# Мунгёнсэджэ
Мунгён-Сэджэ[уточнить] (кор. 문경 새재, 聞慶 새재, Mun'gyŏng-Saejae, Mungyeongsaejae) — горный перевал в Южной Корее. Он расположен на горе Чорён между основной вершиной (1017 м) и вершиной Синсон (967 м). Наивысшая точка перевала находится на высоте 642 м над уровнем моря. Мунгёнсэджэ соединяет города Мунгён провинции Кёнсан-пукто и уезд Квесан провинции Чхунчхон-пукто.
Этот перевал также известен под названием Чорён (кор. 조령). Оба названия означают «птичий перевал», указывая, вероятно, на большую высоту.
Мунгёнсэджэ примечателен тем, что это единственное место на знаменитой дороге Йоннам-тэро, которое выглядит так же, как и во времена династии Чосон. 4 июня 1981 года территория вокруг перевала со стороны города Мунгён была объявлена парком, и в наши дни стала одной из туристических достопримечательностей.
Во времена династии Чосон, перевал Мунгён-Сэджэ играл важную роль, как путь в и из провинции Кёнсандо. Трое ворот, контролировавших путь через перевал в то время, сохранились до наших дней.

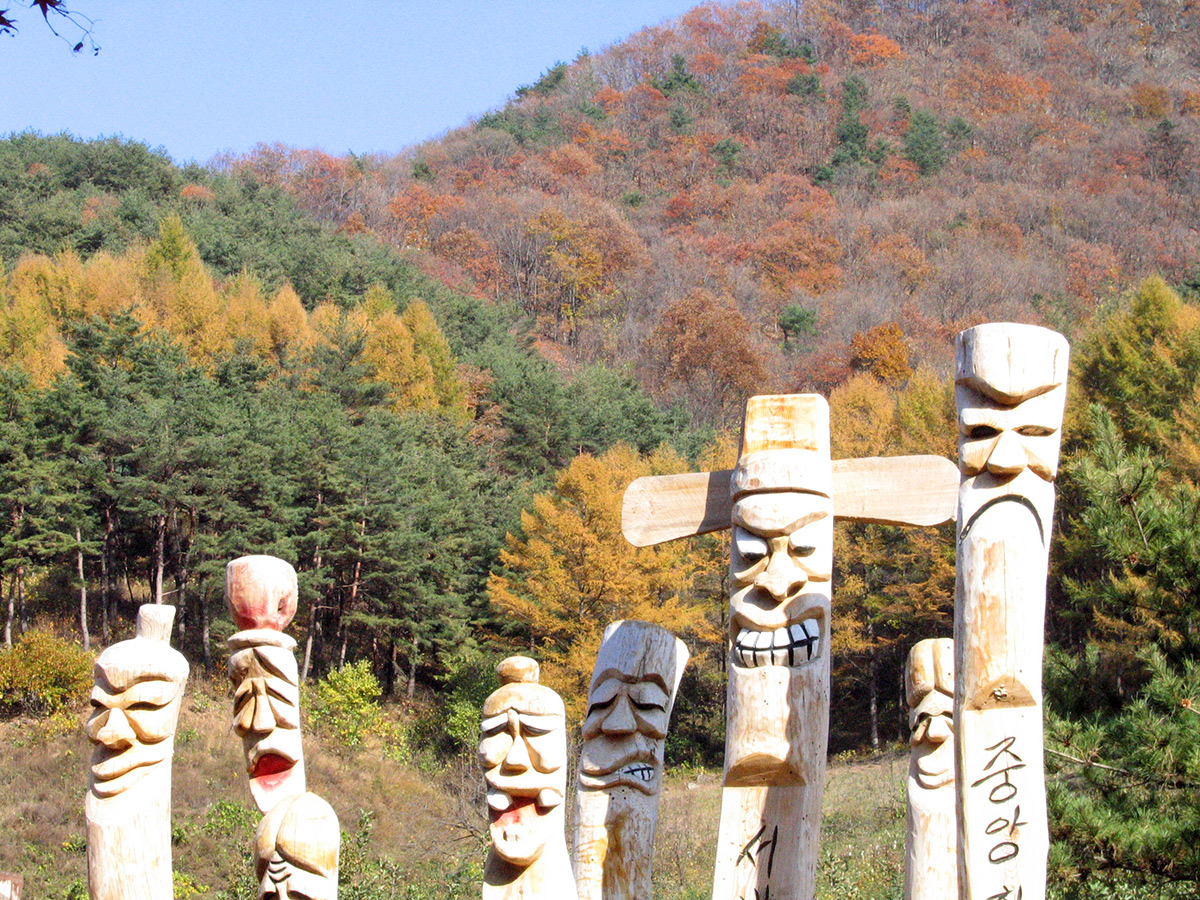
Тотемные статуи парка Мунгёнсэджэ